# Kevin Coyne
Kevin Coyne (ur. 27 stycznia 1944 w Derby w Wielkiej Brytanii, zm. 2 grudnia 2004 w Norymberdze, w Niemczech) – brytyjski wokalista i gitarzysta bluesowy, kompozytor, reżyser i pisarz.
Po studiach na akademii sztuk plastycznych zaczął pracować jako pielęgniarz w szpitalach psychiatrycznych (najpierw w Preston, a potem w Londynie), wśród ludzi zagubionych życiowo i wyobcowanych, narkomanów i alkoholików. Doświadczenia zdobyte w tej pracy znalazły swe odbicie w tekstach jego piosenek.
Pod koniec lat 60. XX w. zaczął występować ze swoimi zespołami: Siren i Kevin Coyne Band, a w latach 80. z zespołem Ruts D.C.
Stworzył również kilka dramatów muzycznych, m.in. England, England (1977), napisany wraz z Snoo Wilsonem, a także Babble (1978), oparte na historiach z kronik sądowych i Fat Old Heroes (1978), opowiadający o schyłku życia Elvisa Presleya.
W jednym ze szpitali, w których pracował, nakręcił film The Institution (1978), zaś do komedii Die Schawrtzfahrer (1982) napisał muzykę.
W połowie lat 80. zapadł na ciężką depresję, spowodowaną nadużywaniem alkoholu i przeprowadził się do Norymbergi.
Zmarł na zwłóknienie płuc. Po jego śmierci, jego żona - Helmi rozpoczęła wielką akcję reedycyjną albumów Kevina Coyne’a.

## Dyskografia

### Albumy
- Siren - 1969
- Strange Locomotion - 1971
- Case History - 1972
- Marjory Razorblade - 1973
- Blame lt on the Night - 1974
- Matching Head and Feet - 1975
- Let's Have a Party - 1976
- Heartburn - 1976
- In Living Black and White - 1977
- Beautiful Extremes 1974-1977 - 1977
- Dynamite Daze - 1978
- Millionaires and Teddy Bears - 1979
- Babble - Songs for Lonely Lovers - 1979
- Bursting Bubbles - 1980
- Sanity Stomp - 1980
- The Dandelion Years - 1981
- Pointing the Finger - 1981
- Live in Berlin - 1981
- Politics - 1982
- Beautiful Extremes Et Caetera (reedycja albumu z 1977 r.)- 1983
- Legless in Manila - 1984
- Rough - 1985
- Stumbling on to Paradise - 1987
- Everybody's Naked - 1989
- Romance - Romance - 1990
- The Peel Sessions - 1991
- Wild Tiger Love - 1991
- Burning Head - 1992
- Tough and Sweet - 1993
- Sign of the Times - 1994
- Elvira: Songs from the Achives 1979-83 - 1994
- Rabbits (nagrany w latach 1969–1970) - 1994
- Let's Do It (nagrany w latach 1969-1970) - 1994
- The Club Rondo (nagrany w latach 1969-1971) - 1995
- The Adventures of Crazy Frank - 1995
- Knocking on Your Brain - 1997
- Live Rough and More - 1997
- Bittersweet Lovesongs - 2000
- Sugar Candy Taxi - 2000
- Room Full of Fools - 2000
- Life Is Almost Wonderful (nagrany z Brendanem Crokerem) - 2002
- Carnival - 2002
- Donut City - 2004
- One Day in Chicago (z Jonem Langfordem) - 2005
- Underground -2006

## Książki
- The Party Dress -1990
- Paradise (po niemiecku) - 1992
- Show Business - 1993
- Tagebuch eines Teddybaren (po niemiecku) - 1993
- Ich, Elvis und Die Anderen (po niemiecku) - 2000
- That Old Suburban Angst (po niemiecku) - 2005